# Aulacus krahmeri
Aulacus krahmeri är en stekelart som beskrevs av Elgueta och Lanfranco 1994. Aulacus krahmeri ingår i släktet Aulacus och familjen vedlarvsteklar. Inga underarter finns listade.